# Manuel Acero Montoro
Manuel Acero Montoro (Baeza, c. 1875 - 4 de novembre de 1939) fou un camperol i polític d'Andalusia, executat víctima de la repressió durant la dictadura franquista.
Membre del Partit Socialista Obrer Espanyol (PSOE) des de 1912, va presidir la Societat Obrera i l'Agrupació socialista de Baeza, sent delegat als congressos del PSOE de 1927, 1928 i 1931, així com al de la Unió General de Treballadors (UGT) de 1928 per diverses societats obreres de la seva localitat natal, Torres i Jaén. Va ser mestre de l'Escola Obrera fundada el 1920 per la Societat d'Obrers Agricultors "El Pensar", on va tenir al seu càrrec seixanta alumnes, i fou alcalde de Baeza durant la Guerra Civil. Va ser detingut en finalitzar la contesa i afusellat juntament amb el seu fill Sol Acero i uns altres 14 veïns de la localitat a les tàpies del cementiri municipal, i posteriorment enterrat al peu de la tàpia en una fossa comuna.